# Alberto Mario Cavallotti
Alberto Mario Cavallotti (Perugia, 27 giugno 1907 – Milano, 3 marzo 1994) è stato un medico e politico italiano.

## Biografia
Nipote dello scrittore e uomo politico repubblicano Felice Cavallotti, aveva costituito nel 1939, a Milano dove esercitava la sua professione, il “Movimento antifascista socialista italiano”. L’attività clandestina del movimento non sfuggì alla polizia fascista, che riuscì ad individuare una settantina di suoi aderenti e a denunciarli al Tribunale speciale. Cavallotti, sfuggito alla cattura, si rifugiò a Firenze, dove proseguì l’attività antifascista clandestina. Iscrittosi al Partito comunista nel 1943, il giovane medico dopo la caduta del fascismo era tornato a Milano. Nel capoluogo lombardo, fu tra gli organizzatori più attivi del movimento partigiano e, con l’inizio della lotta armata, divenne commissario di zona delle formazioni garibaldine dell’Oltrepò Pavese. Dopo la Liberazione ha fatto parte della Consulta Nazionale e, nel 1948, è stato eletto deputato alla Camera, nelle liste del PCI. 
Consigliere comunale comunista a Palazzo Marino, Cavallotti, dopo l’esperienza parlamentare si è dedicato alla sua professione ed è stato primario di un grande nosocomio del capoluogo lombardo.